# Lembe Lokk
Lembe Lokk, née en 1975 à Tallinn, est une chanteuse, musicienne et compositrice estonienne basée en France. 
Lembe Lokk est fondatrice de l'École estonienne de Paris[réf. nécessaire].

## Biographie

### Éducation
Lembe Lokk a étudié la littérature russe aux universités de Tartu et de Voronej et la littérature africaine francophone à l'INALCO à Paris avant d'être diplômée en lettres françaises à la faculté de philosophie de l'Université de Tartu.
Elle a étudié le chant jazz au CIM / INFIMM[Quoi ?] et la musique improvisée sous la direction d'artistes internationaux (Jim Black, Mark Feldman, Ellery Eskelin, Mark Dresser, Frédéric Blondy).
Elle a étudié le théâtre avec Anne Bogart et Tiffany Stern, et a longtemps été membre de Pantheatre - Roy Hart.

### Parcours artistique
Essentiellement reconnue en tant que chanteuse, elle a également participé à des productions théâtrales (Philippe Malone, Nadège Prugnard, Marie-Do Fréval), composé des musiques pour vidéos d'art (Éléonore de Montesquiou, Karine Bonneval) et courts métrages (Eva Pervolovici, Ingrid Hübscher), ainsi que participé à des performances pluridisciplinaires[réf. nécessaire].
Les textes et l'usage des mots jouent un rôle important dans le travail de Lokk. La polyvalence de sa voix reflète sa vaste expérience dans des projets scéniques très divers[Interprétation personnelle ?].
En 2018, elle a été invitée à participer à la conférence TEDx Tallinavangla.
En 2018, l'Académie Charles-Cros l'a récompensée par le « Prix de la Créativité ».
Le Ministère des Affaires étrangères de l'Estonie a reconnu son travail de diffusion de la culture estonienne dans le monde[réf. nécessaire].

## Discographie
- 2011 : Rouge Madame
- 2017 : Comment te traduire[3],[4]
- 2019 : öö hääled, single de Rouge Madame feat. Lembe Lokk
- 2019 : samm sammult, single de Rouge Madame feat. Lembe Lokk
- 2019 dans Nightingales in Berlin, David Rothenberg

## Publications
- 2011 : Ces longues mues, Rafael de Surtis[5]  (ISBN 978-2-84672-222-3).
- 2020 : Mujal nüüd / elsewhere today, édition Penikoorem, Pärnu  (ISBN 9789949734351).

## Cinéma
- 2019 : The Nightingales in Berlin, David Rothenberg

## Récompenses
- 2013 : Certificat de diplomatie citoyenne du ministère des Affaires étrangères de l'Estonie
- 2018 : Prix de la créativité Académie Charles-Cros
- 2018 : Artiste Sélection Chroniques lycéennes